# Johann Franz Brockmann

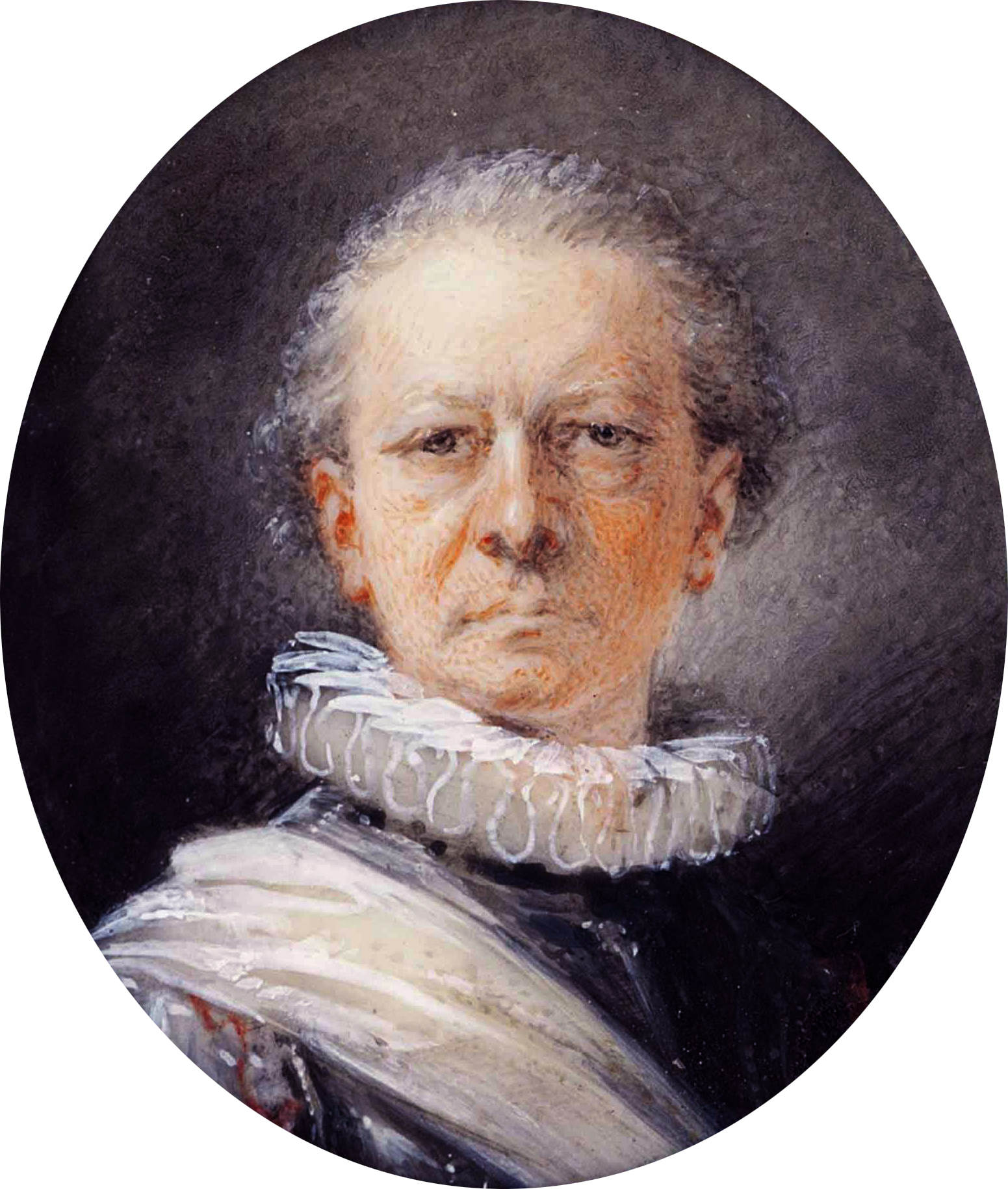
Johann Franz Brockmann gemalt von Heinrich Friedrich Füger.

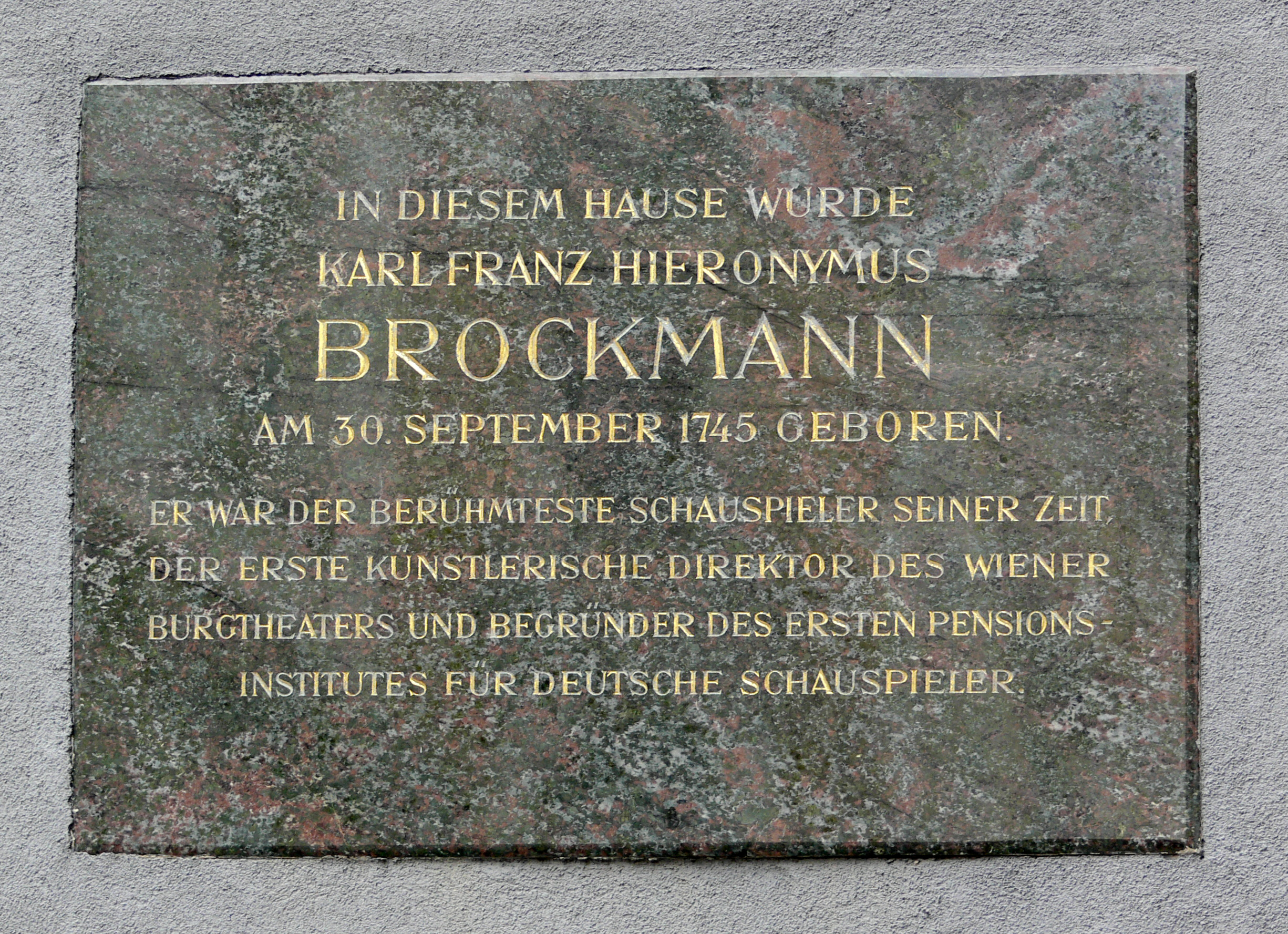
Tafel am Geburtshaus Brockmanns (2009)

Johann Franz Hieronymus Brockmann (* 30. September 1745 in Graz; † 12. April 1812 in Wien) war ein österreichischer Schauspieler und Direktor des Hoftheaters, des späteren Burgtheaters, in Wien.

## Leben
Brockmann wurde als Sohn eines Zinngießers, der zu Zeiten seiner Geburt Turmwächter war, im Pulverturm am Schloßberg geboren. 1757 begann Brockmann eine Lehre bei einem Bader; schloss sich aber bereits drei Jahre später einer Seiltänzer- und Gauklertruppe an. Später verdiente er sich seinen Lebensunterhalt als Schreiber in Kärnten. Ab 1762 schloss sich Brockmann der Bodenburgischen Schauspielertruppe an, zog mit ihr durch Ungarn bis Hermannstadt und heiratete 1765 Therese Bodenburg, eine Tochter der Prinzipalin. 1766 wurden beide durch Graf Giacomo Durazzo nach Wien engagiert.
Im Jahr 1768 folgte Brockmann der Schauspielgesellschaft um den Prinzipal Joseph Felix von Kurz auf einer Tournee unter anderem nach Würzburg, Frankfurt/M., Mainz, Köln und Düsseldorf. 1771 engagierte man Brockmann nach Hamburg. Hier vervollkommnete er sein Künstlertalent unter Friedrich Ludwig Schröders Leitung so rasch und glänzend, dass er neben den besten Schauspielern Deutschlands genannt und einen Vergleich mit David Garrick und Henri Louis Cain nicht scheuen musste.
Von Hamburg aus wurde Brockmann 1776 nach Wien berufen. Auf seiner Reise dorthin trat er bei Konrad Ernst Ackermann und dessen Schauspielgesellschaft in Berlin auf und gab dort zum ersten Mal in Deutschland den Hamlet. Für dieses Gastspiel wurde Brockmann sensationell gefeiert; unter anderem schuf Daniel Chodowiecki einen Kupferstich und der Medailleur Abraham Abramson wurde mit einer Gedenkmünze beauftragt.
Nach verschiedenen Engagements auf Wiener Bühnen avancierte Brockmann 1789 zum Direktor des Hoftheaters und bekleidete dieses Amt bis 1791. Anschließend war er wieder öfter als Schauspieler auf der Bühne tätig, wobei er seine größten Erfolge in Tragödien erzielen konnte. Ein weiterer großer Erfolg Brockmanns ist seine Gründung der Ersten Krankenversicherung für Schauspieler. Im Alter von 66 Jahren starb Johann Franz Brockmann am 12. April 1812 in Wien.
Im Jahr 1930 wurde in Wien-Meidling (12. Bezirk) die Brockmanngasse nach ihm benannt. An der Ecke Wurmbrandgasse 4 / Raubergasse 17, dem Geburtshaus Brockmanns, befindet sich eine Erinnerungstafel.

## Rollen (Auswahl)
- Hamlet (Hamlet, William Shakespeare)
- Regulus (Regulus, Heinrich Joseph von Collin)
- Odoardo (Emilia Galotti, Gotthold Ephraim Lessing)
- Der Oberförster (Die Jäger, August Wilhelm Iffland)
- Der alte Klingsberg (Die beiden Klingsberg, August von Kotzebue)
- Graf Essex (Die Gunst der Fürsten, Christian Heinrich Schmid)